# Txitximeques jonaz
Els txitximeques jonaz o simplement jonaces són una ètnia indígena que viu en els estats de Guanajuato i San Luis Potosí a Mèxic. A Guanajuato aquesta ètnia viu a la comunitat de la Misión, municipi de San Luis de la Paz. Es denominen a si mateixos com uza.

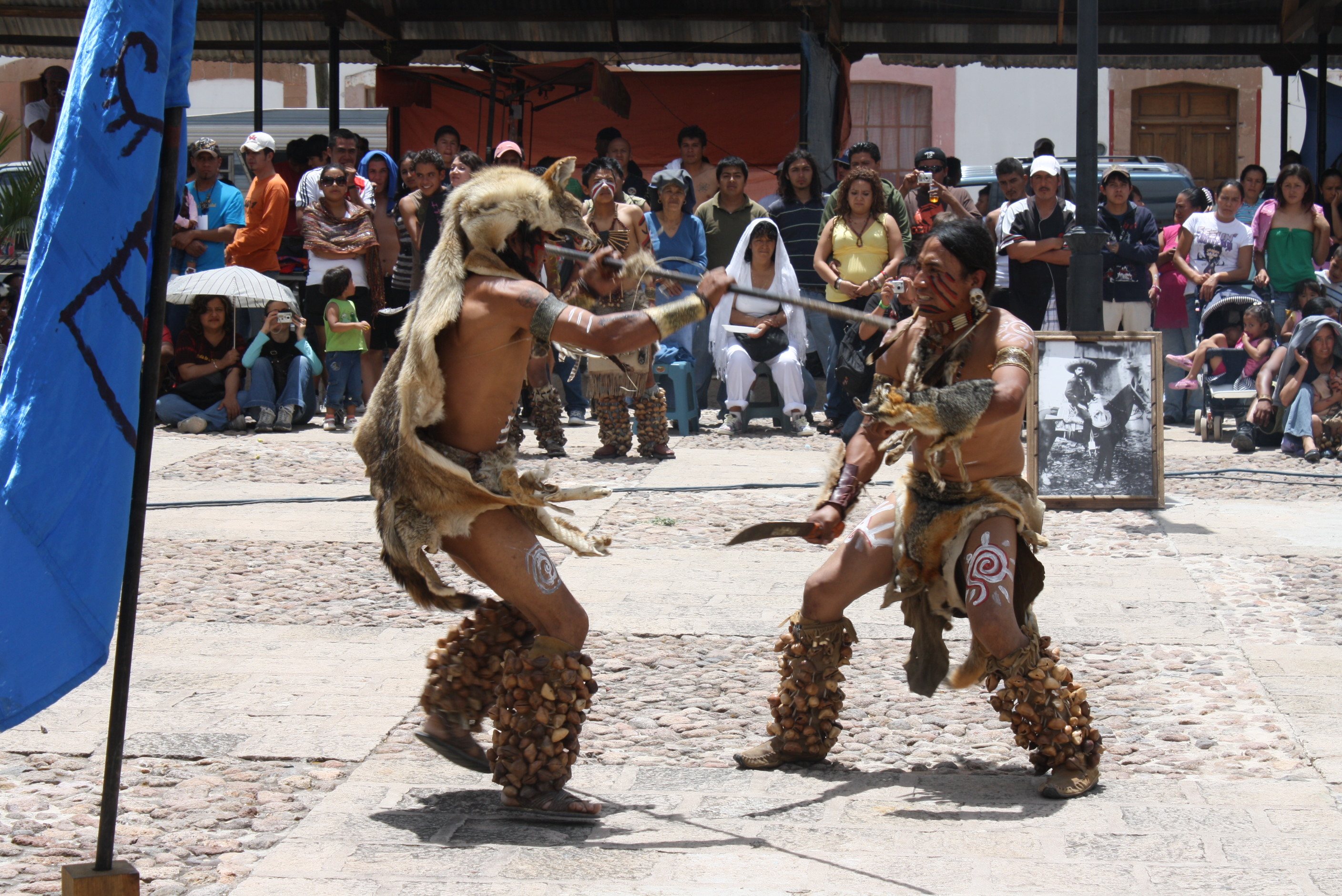
Dansa txitximeca jonaz

En el cens general de l'any 2000 realitzat per l'INEGI, hi havia una població de 2.641 indígenes que parlaven el txitximeca jonaz. D'aquests, 1.433 parlants vivien a Guanajuato i els restants a San Luis Potosí. La seva llengua pertany a la sub-branca pame del grup otopame, branca de la família otomang, la llengua vigent més propera al jonaz és el pame.

Abans de l'arribada dels espanyols, els txitximeques jonaz vivien més a l'oest, però amb el temps s'anaren movent a l'oest fins a arribar a les serres del Nord de Guanajuato. Després de la Conquesta espanyola de l'Imperi asteca i la consegüent colonització espanyola d'Amèrica, van lluitar contra els espanyols i els indis cristianitzats a les guerres txitximeques, juntament amb els pames, otomís i altres pobles txitximeques a la província de Sonora i Sinaloa dins les Províncies Internes, llavors sota la jurisdicció de la Reial Audiència de Guadalajara del virregnat de la Nova Espanya. Però veient la seva superioritat es van refugiar en el profund de la serra, aconseguint així la seva supervivència.